# Jan van Kessel (1626-1679)

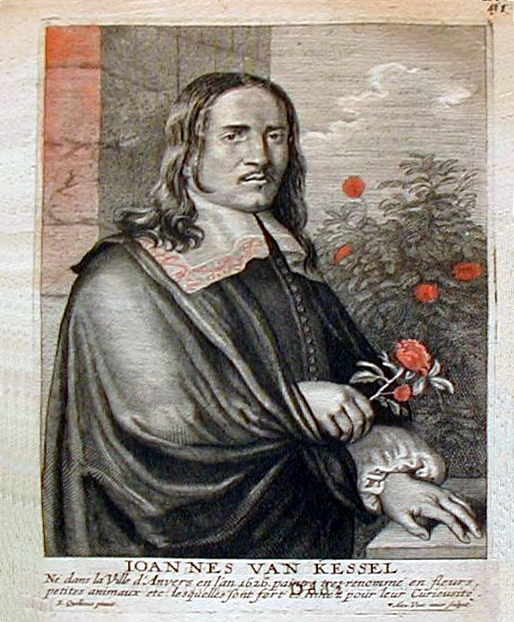
Portret van Jan van Kessel in Het Gulden Cabinet van Cornelis de Bie

Jan van Kessel de Oude (Antwerpen, gedoopt 5 april 1626 - aldaar, 17 april 1679) was een Vlaamse barokschilder actief in Antwerpen in het midden van de 17de eeuw. Hij was een veelzijdig kunstenaar en beoefende vele genres, waaronder studies van insecten, bloemstillevens, marines, rivierlandschappen, paradijslandschappen, allegorische composities, scènes met dieren en genrescènes. Een telg uit de Brueghel-familie liet hij zich voor veel van zijn onderwerpen inspireren door het werk van zijn grootvader Jan Brueghel de Oude en door de vroegere generatie Vlaamse schilders zoals Daniel Seghers, Joris Hoefnagel en Frans Snyders. Van Kessel's werken werden zeer gewaardeerd door zijn tijdgenoten en werden verzameld door ambachtslieden, rijke kooplieden, edelen en buitenlandse grootheden in heel Europa.

## Leven
Jan van Kessel de Oude werd in Antwerpen geboren als zoon van Hieronymus van Kessel de Jonge en Paschasia Brueghel (de dochter van Jan Brueghel de Oude).  Hij was dus de kleinzoon van Jan Brueghel de Oude, de achterkleinzoon van Pieter Bruegel de Oude en de neef van Jan Brueghel de Jonge. Zijn directe voorouders in de lijn van de familie Van Kessel waren zijn grootvader Hieronymus van Kessel de Oude en zijn vader Hieronymus van Kessel de Jonge, die beiden kunstschilders waren.  Over het werk van deze voorvaderen van Kessel is zeer weinig bekend.

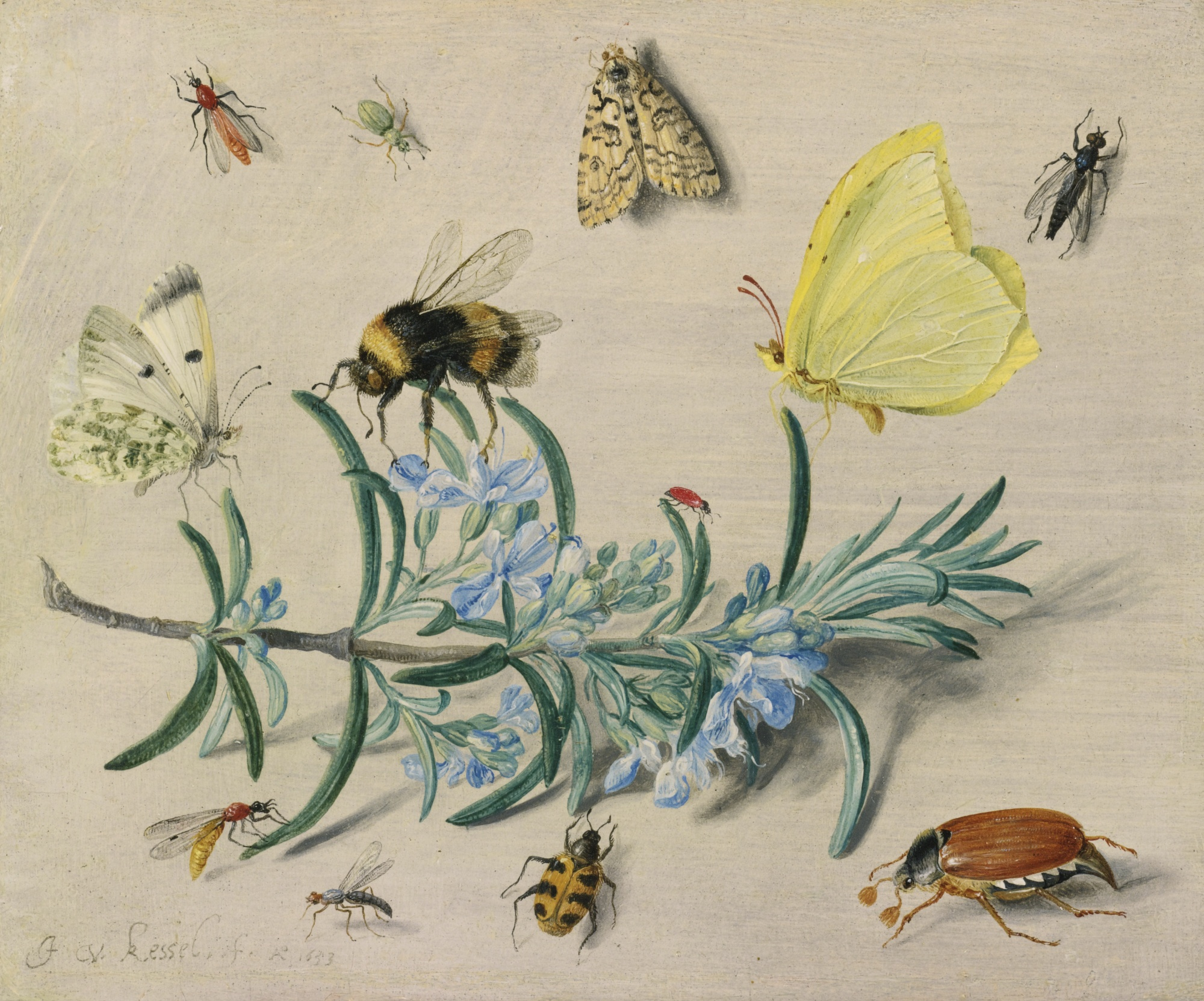
Insecten op een takje rozemarijn met vlinders, een hommel en andere insecten

Al op 9-jarige leeftijd werd Jan van Kessel in de leer gestuurd bij de historieschilder Simon de Vos. Hij volgde verder lessen bij familieleden die kunstenaar waren.  Hij was een leerling van zijn vader en van zijn oom Jan Brueghel de Jonge.
In 1644 werd hij lid van het Antwerpse Sint-Lucasgilde waar hij te boek stond als de zoon van een meester en als "blomschilder". Hij trouwde op 11 juni 1646 met Maria van Apshoven, de dochter van de schilder Ferdinand van Apshoven de Oude.  Het echtpaar kreeg 13 kinderen, van wie er twee, Jan en Ferdinand, door hem werden opgeleid en succesvolle schilders werden.  Hij was kapitein van een plaatselijke schutterij (burgerwacht) in Antwerpen.
Jan van Kessel was financieel succesvol omdat er veel vraag was voor zijn werken die in heel Europa werden verzameld en een hoge prijs opleverden. Hij kocht in 1656 een huis genaamd de Witte en Roode Roos in het centrum van Antwerpen.  Tegen de tijd dat zijn vrouw in 1678 overleed, leek het slechter te gaan met zijn fortuin. In 1679 moest hij een hypotheek nemen op zijn huis.  Hij was te ziek geworden om te schilderen en overleed op 17 april 1679 in Antwerpen.

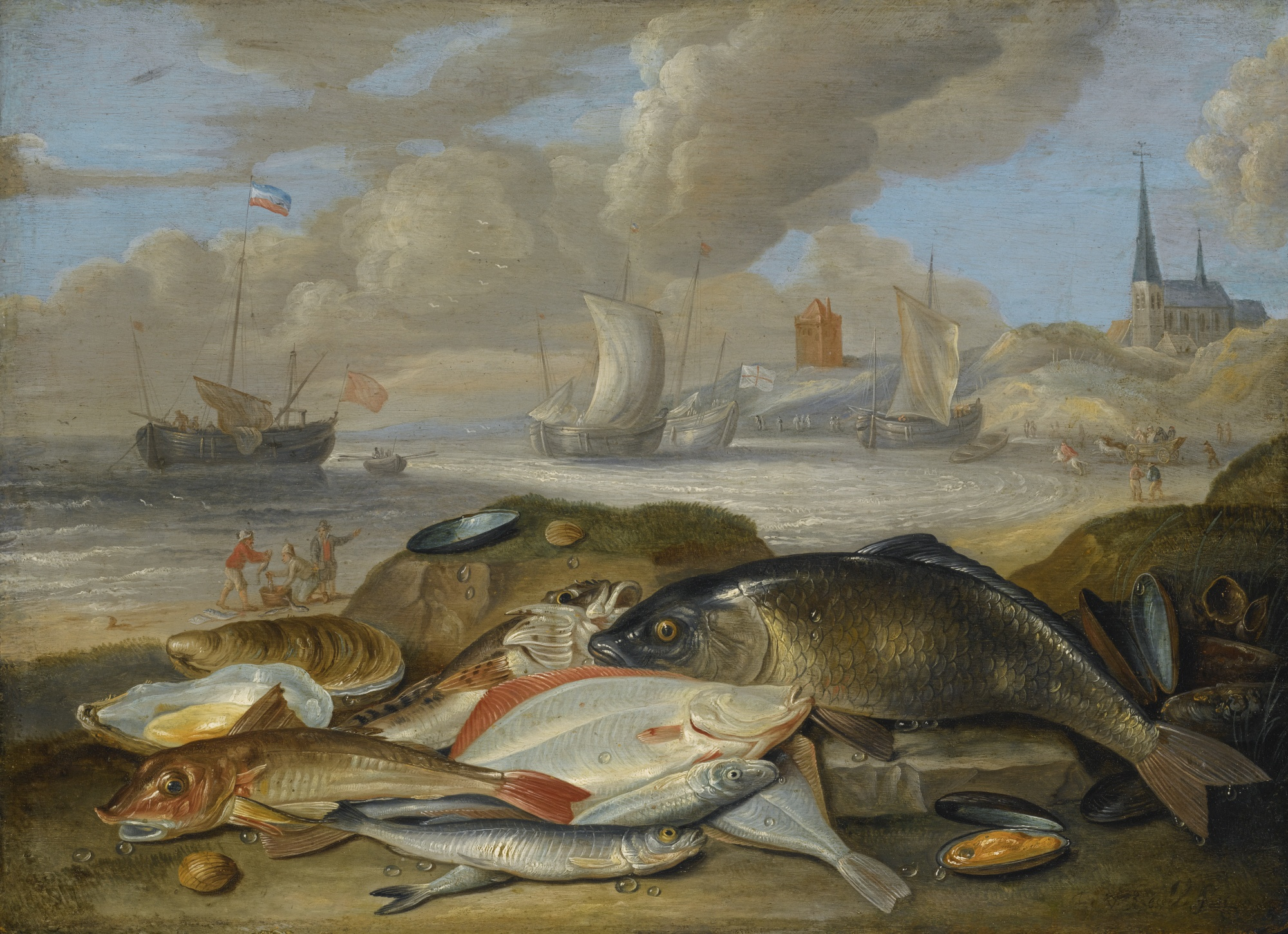
Stilleven van vissen in een havenlandschap, mogelijk een allegorie op het element water

Hij leidde andere schilders op en ook zijn eigen familieleden. Tot zijn leerlingen behoorden zijn zonen Jan en Ferdinand.

## Werk
Jan van Kessel de Oude was een veelzijdig kunstenaar die zich in vele genres werkte, waaronder studies van insecten, bloemstillevens, marines, rivierlandschappen, paradijselijke landschappen, allegorische composities, scènes met dieren en genrescènes. Gedateerde werken spannen de periode van 1648 tot 1676.

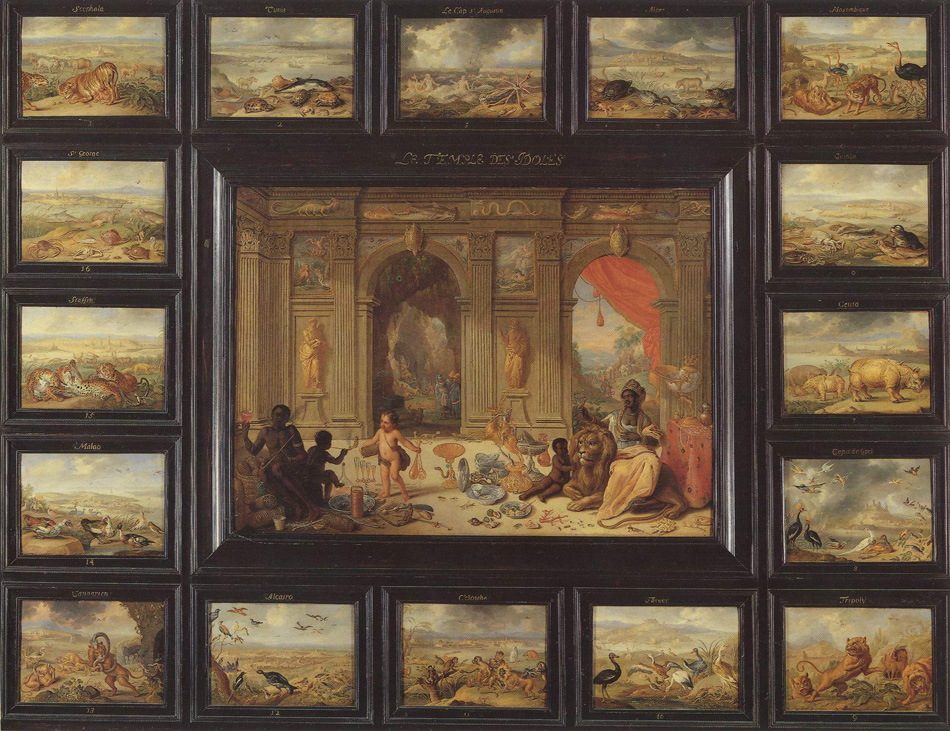
Africa

Het toeschrijven van werk aan Jan van Kessel de Oude is bemoeilijk door verwarring met andere kunstenaars met een vergelijkbare naam die rond dezelfde tijd actief waren.  Naast zijn zoon Jan was er nog een Antwerpse schilder met de naam Jan van Kessel (aangeduid als 'de andere' Jan van Kessel die stillevens schilderde, terwijl er in Amsterdam een Jan van Kessel bekend stond als landschapschilder.  Om het nog ingewikkelder te maken, terwijl hij meestal Jan van Kessel I wordt genoemd omdat hij een oom had die ook Jan van Kessel heette, wordt hij soms Jan van Kessel II genoemd en zijn zoon Jan van Kessel de Jonge Jan van Kessel III. Een ander probleem voor toeschrijvingen is dat Jan van Kessel de Oude twee verschillende stijlen van signatuur gebruikte op zijn werk.  Hij gebruikte een cursieve, meer decoratieve signatuur voor grotere formaten, die op een kleiner schilderij moeilijk leesbaar zijn.  Deze praktijk leidde tot de onjuiste veronderstelling dat deze werken van de hand van twee verschillende schilders waren.
Jan van Kessel specialiseerde zich in kleinschalige afbeeldingen van onderwerpen uit de natuur, zoals bloemstillevens en allegorische series van dierenrijken, de vier elementen, de zintuigen of de delen van de wereld. Geobsedeerd door schilderachtig detail, werkte van Kessel vanuit de natuur en gebruikte geïllustreerde wetenschappelijke teksten als bronnen om zijn schilderijen te vullen met voorwerpen die met bijna wetenschappelijke nauwkeurigheid werden afgebeeld.
Zijn veelal in klein formaat uitgevoerde werken werden met olieverf aangebracht op hout of koper.

## Galerij

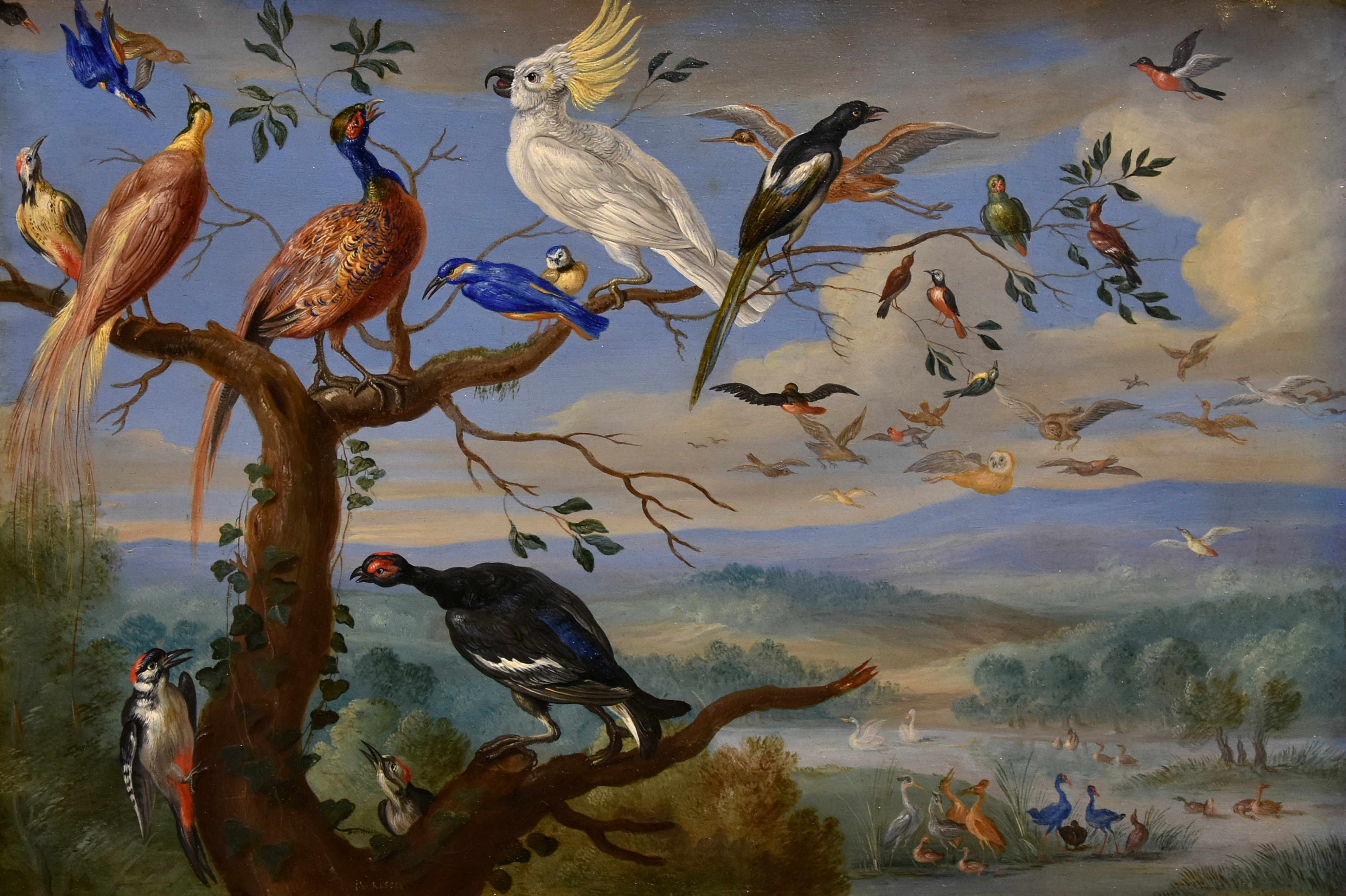
Exotische vogels
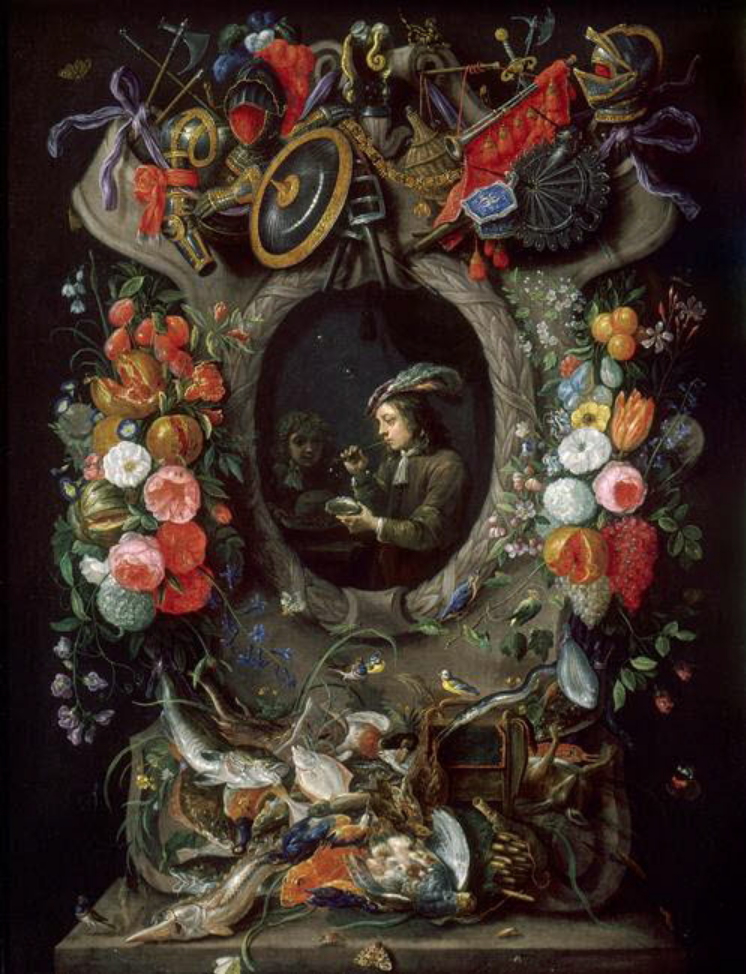
Zeepbellen, een vanitas allegorie
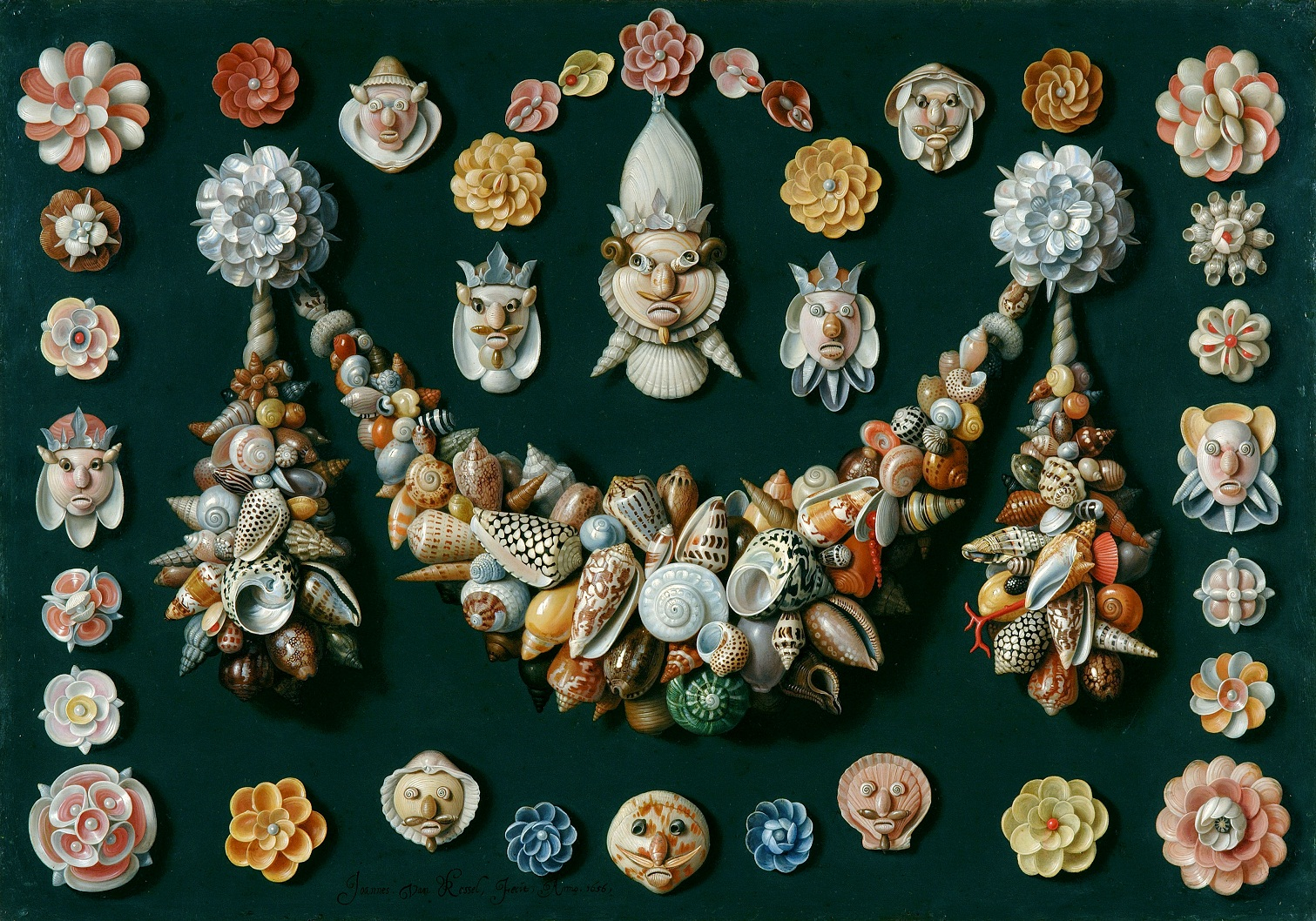
Festoenen en maskers
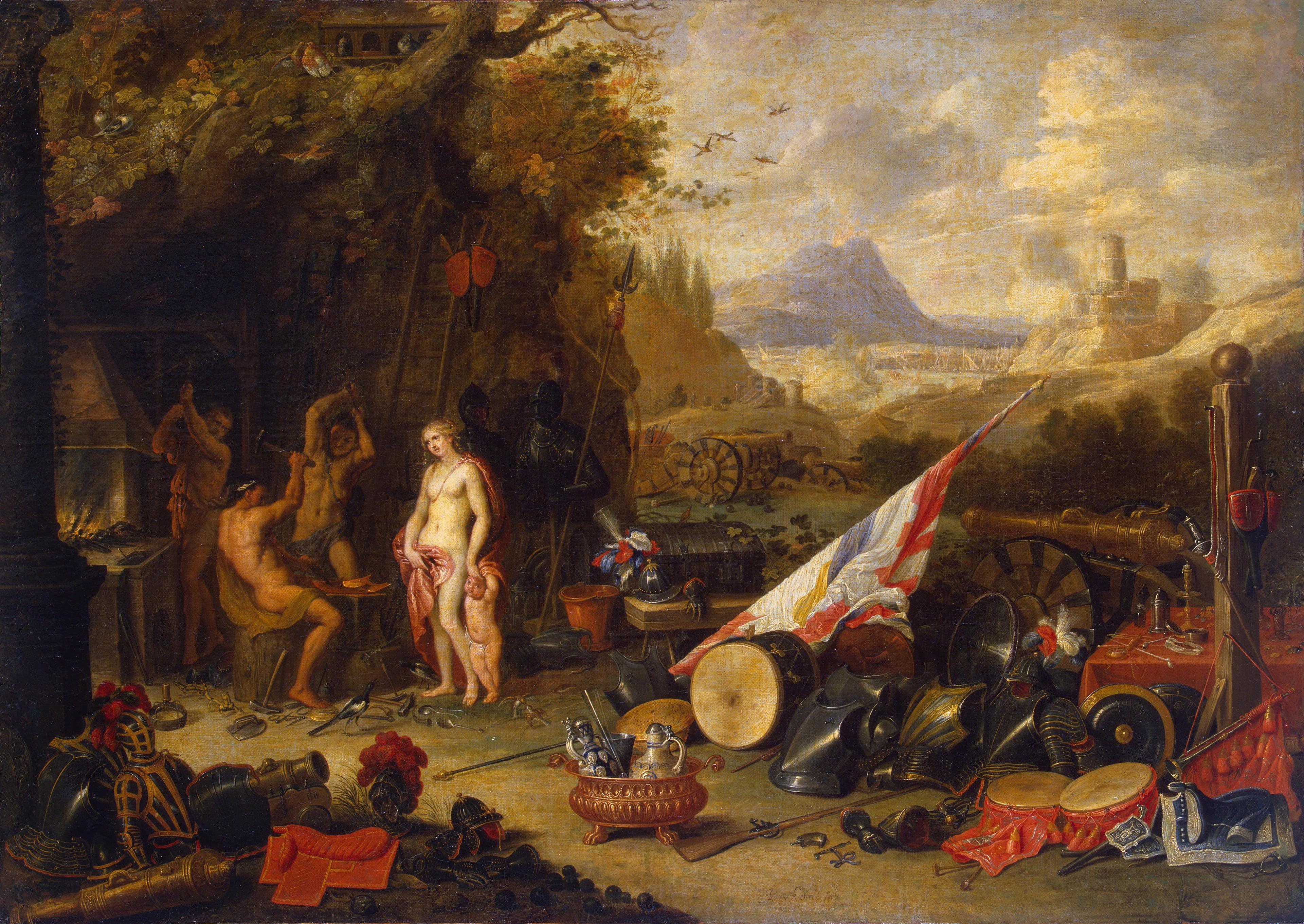
Venus in de smederij van Vulcanus
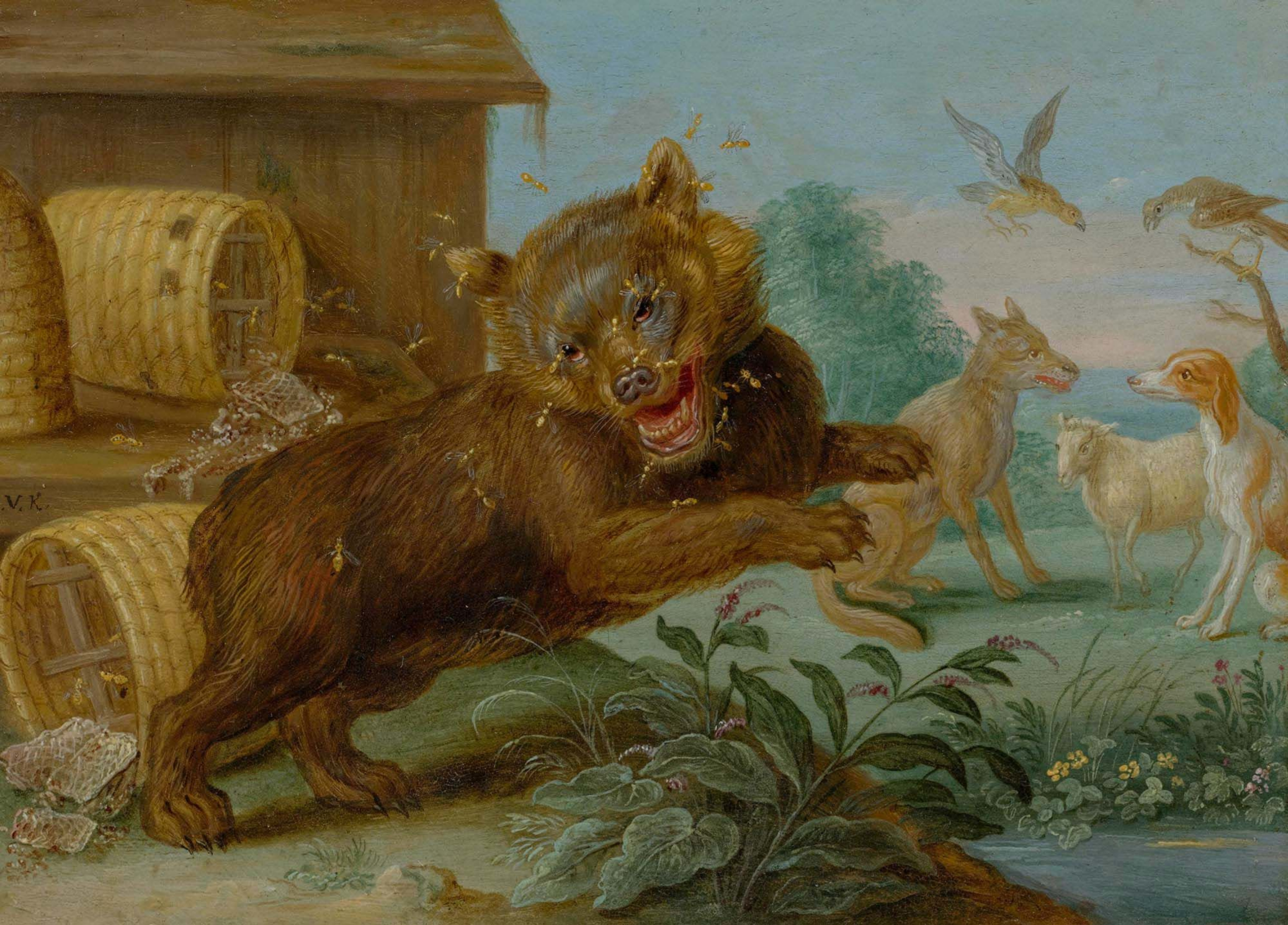
De beer en de bijen uit de fabels van Aesopus